# Paracalliactis rosea
Paracalliactis rosea är en havsanemonart som beskrevs av Hand 1975. Paracalliactis rosea ingår i släktet Paracalliactis och familjen Hormathiidae. Inga underarter finns listade i Catalogue of Life.